# 內田祥三
內田祥三（1885年2月23日—1972年12月14日）是一位日本建築師。

## 生平
生於東京深川區（現江東區），1904年就讀東京帝國大學建築系，1907年畢業、進三菱地所（三菱財閥的不動產公司）從事辦公大樓的建設，1910年進入東京帝國大學大學院，1911年成為東京帝國大學講師，1916年升任助教授，1918年以建築構造之論文獲得博士學位，1921年升任工學部教授，1923年兼任東京帝國大學營繕課長、指導關東大地震後本鄉校區的重建，1943年至1945年升任東京帝國大學第14代校長，1972年穫頒文化勳章，並在同年於港區逝世。
於東京帝國大學建築系承繼佐野利器的建築構造學繼續發展，在建築構造、都市計劃、文化資產修復等多數方面留下成績，與此相隨，培育許多建築界的後輩。大量建造被稱為「內田哥德」之建築設計模式建築物，主導關東大地震後東京帝國大學本鄉校區的復舊工作。代表作是安田講堂（東京大學大講堂。地震前開工，1925年竣工。與學生岸田日出刀共同設計）。